# Attentat à la bombe à Tripoli en 2015
L'attentat à la bombe du 10 janvier 2015 à Tripoli  est un attentat-suicide perpertré par deux assaillants survenue le lundi 10 janvier 2015 à Jabal Mohsen, quartier à majorité alaouite, dans la ville de Tripoli au Liban,. Les deux terroristes, liés au Front al-Nosra de la mouvance salafisme djihadiste sont originaires du quartier voisin de Mankoubine. Neuf personnes sont mortes et plus d'une trentaine de personnes sont blessés quand ces deux terroristes se font exploser avec leurs ceintures d'explosifs près d'un café bondé.

## Assaillants
Les deux islamistes sont des habitants du quartier à majorité sunnite de Mankoubine situé à environ 500 mètres de Jabal Mohsen, quartier à majorité alaouite, où ont lieu les attentats.